# Krzysztof Postawski
Krzysztof Jacek Postawski (ur. 29 kwietnia 1954 w Lublinie, zm. 9 stycznia 2017 tamże) – ginekolog, profesor nauk medycznych.

## Życiorys
Ukończył I Liceum Ogólnokształcące im. Stanisława Staszica w Lublinie, a w 1979 roku uzyskał dyplom lekarza na Akademii Medycznej w Lublinie. Doktoryzował się w 1986 roku na podstawie rozprawy Ocena wyjściowych stężeń gonadotropin FSH i LH oraz prolaktyny w surowicy krwi kobiet z nieskuteczną indukcją owulacji, zaś stopień doktora habilitowanego uzyskał w 2003 roku w oparciu o rozprawę zatytułowaną Badania nad metylacją i hydrofobowymi adduktami DNA w gruczolakoraku błony śluzowej macicy u kobiet. Od 1980 roku związany zawodowo z II Katedrą i Kliniką Ginekologii UM w Lublinie. Po otrzymaniu w 2012 roku z rąk Prezydenta RP tytułu profesora nauk medycznych, od 2015 roku piastował stanowisko profesora zwyczajnego.
Pochowany na cmentarzu przy  ulicy Unickiej w Lublinie.

## Działalność naukowa
W latach 1991–2014 był kierownikiem wyłonionych w drodze konkursu 15 grantów uczelnianych, które dotyczyły badań nad przemianami tkanki łącznej w gonadach u kobiet oraz fizjologicznymi i patologicznymi modyfikacjami DNA w prawidłowym i nowotworowo zmienionym endometrium u kobiet. W latach 1993–1995 był polskim współwykonawcą grantu Fogarty International Center dla Department of Biochemistry and Molecular Biology School of Medicine Uniwersytetu w Miami „Connective tissue role in urinary incontinence”, a w latach 1998–1999 autorem i współwykonawcą grantu „Methylation de l’ADN et formation d’adduits à l’ADN dans les tissus humains normaux et dans les endomètres” przyznanego przez Comité du Haut-Rhin de la Ligue Nationale Contre le Cancer dla UPR 9002 IBMC du CNRS w Strasbourgu, Francja. Trzykrotnie uzyskał stypendia naukowe (wszystkie pobyty w Institute de Biologie Moleculaire et Cellulaire Uniwersytetu Ludwika Pasteura w Strasbourgu, Francja): stypendium FEBS oraz dwukrotnie stypendium Rządu Republiki Francuskiej.
Był promotorem pięciu ukończonych przewodów doktorskich. Dwie dysertacje zostały wyróżnione przez Radę II Wydziału Lekarskiego z Oddziałem Anglojęzycznym UM w Lublinie. Ponadto recenzował cztery rozprawy doktorskie (w AM i UM w Lublinie oraz Uniwersytecie im. Adama Mickiewicza w Poznaniu oraz UM w Katowicach). W latach 1990–2011 wygłosił na zaproszenie 25 wykładów, z tego 7 za granicą podczas obrad Światowych Kongresów Postępów w Onkologii w Grecji (Kreta, Peloponez) oraz posiedzeń Francuskiego Towarzystwa Biochemicznego w IBMC du CNRS w Strasbourgu we Francji. Ponadto prezentował wyniki badań podczas Światowych Kongresów i Sympozjów (m.in. trzykrotnie w Ołomuńcu i Hersonissos, dwukrotnie w Nicei oraz Segedynie, Montpellier, Barcelonie, Kopenhadze, Loutraki, Pradze i Monte Carlo). Trzykrotnie otrzymał Zespołowe Nagrody Ministra Zdrowia i Opieki Społecznej (1996, 1999, 2006) i 11-krotnie Nagrodę Rektora.
Odznaczony Złotym Krzyżem Zasługi oraz Medalem 50-lecia Akademii Medycznej za wkład wniesiony w rozwój Uczelni. Uczestniczył w składzie Komitetów Naukowych 18 kongresów, sympozjów i zjazdów krajowych, a podczas pobytów w IBMC w Strasbourgu w 1998 i 1999 brał czynny udział w organizacji 26 Zjazdu FEBS w Nicei.
Był członkiem Senackiej Komisji Badań Naukowych w latach 2003–2005, a od 2008 do 2012 był Przewodniczącym Senackiej Odwoławczej Komisji Dyscyplinarnej dla Doktorantów. Od 1980 roku należał do Polskiego Towarzystwa Ginekologicznego. Przez dwie kadencje pełnił funkcję Przewodniczącego Komisji Rewizyjnej Oddziału Lubelskiego PTG. W latach 2003–2009 był Sekretarzem Redakcji periodyku Polskiego Towarzystwa Ginekologicznego: Polish Journal of Gynaecological Investigations, dla którego recenzował nadsyłane publikacje. Był recenzentem doniesień naukowych publikowanych na łamach Ginekologii Polskiej.

## Działalność zawodowa
Kolejne stopnie specjalizacji w dziedzinie położnictwa i ginekologii uzyskał w 1983 i 1986 roku. Umiejętności zawodowe doskonalił na licznych kursach i podczas organizowanych w kraju i za granicą warsztatów klinicznych. Po ukończeniu pod kierunkiem prof. Wamstekera w roku 1995 szkolenia w Europejskim Centrum Histeroskopii w Haarlemie, oraz w Klinice Położnictwa Chorób Kobiecych i Ginekologii Onkologicznej II Wydziału Lekarskiego Akademii Medycznej w Warszawie, był w klinice pionierem w wykonywaniu zabiegów z użyciem techniki histeroskopowej w leczeniu schorzeń macicy.
Jako w pełni wyszkolony i samodzielny ginekolog wykonywał najbardziej skomplikowane zabiegi operacyjne w tym w przypadkach nowotworów złośliwych narządów płciowych kobiety, łącznie z rozszerzonym wycięciem macicy oraz sromu, a także stosował najnowsze kliniczne standardy w leczeniu raka jajnika. Był entuzjastą endoskopii oraz innych, nowoczesnych metod leczenia operacyjnego. Sprawował opiekę nad specjalizacją lekarzy w dziedzinie ginekologii i położnictwa. Od 2003 pełnił w Samodzielnym Publicznym Szpitalu Klinicznym Nr 4 funkcję Zastępcy Lekarza Kierującego Oddziałem.

## Działalność dydaktyczna
Działalność dydaktyczna w jednostce macierzystej w latach 1980–2014 obejmowała: prowadzenie zajęć w wymiarze pełnego etatu z zakresu położnictwa i chorób kobiecych w postaci ćwiczeń i seminariów oraz wykładów dla studentów polskich oraz anglojęzycznych, recenzowania prac magisterskich studentów Wydziału Pielęgniarstwa i Nauk o Zdrowiu, udział w pracach Komisji Konkursowej podczas Sympozjów Studenckich Kół Naukowych Uczelni Medycznych, opiekę nad Studenckim Kołem Naukowym. Za działalność dydaktyczną otrzymał w 2007 roku Nagrodę III stopnia Rektora UM w Lublinie. Ponadto dla lekarzy specjalizujących się prowadził wykłady w ramach kursów autoryzowanych przez CMKP oraz Unię Europejską, przeprowadzał egzaminy praktyczne, był jednym z wykładowców podczas warsztatów operacyjnych dla lekarzy specjalistów. Do listopada 2010 roku pełnił stanowisko profesora wizytującego w Państwowej Wyższej Szkole Zawodowej im. ks. Bronisława Markiewicza w Jarosławiu, gdzie prowadził wykłady z ginekologii i położnictwa, a także seminaria licencjackie ze studentami Instytutu Ochrony Zdrowia. Promotor 16 przewodów licencjackich.

## Publikacje
Krzysztof Postawski jest autorem około 200 publikacji naukowych, w tym m.in.: 109 artykułów naukowych oraz 17 rozdziałów w podręcznikach i monografiach naukowych. Opublikował 18 oryginalnych artykułów w piśmiennictwie zagranicznym oraz cztery w polskim co przyniosło łączny współczynnik wpływu (IF) 21,78. Łącznie z punktacją za list do Redakcji American Journal of Obstetrics and Gynecology łączny IF wynosi 24,414. Punktacja KBN oraz tzw. wewnętrzna (sprzed 1998 roku) skatalogowanych publikacji wynosi 609. Liczba cytacji (bez autocytacji) wynosi wg bazy Scopus 180; indeks Hirsha 6.